# جائزة ديمنج
جائزة ديمنج، التي تأسست في ديسمبر من عام 1950 لتخليد ذكرى ويليام إدواردز ديمينج، تم تصميمها في الأساس لمكافأة الشركات اليابانية نظير التطورات الضخمة التي يتم تحقيقها في تحسين الجودة. ومع مرور السنوات، نمت هذه الجائزة، بموجب توجيهات الاتحاد الياباني للعلماء والمهندسين (JUSE) (باليابانية: 日本科学技術連盟) لتصل إلى مكانتها الحالية، وأصبحت متاحة كذلك للشركات غير اليابانية، ولو كانت تعمل بشكل معتاد في اليابان، بالإضافة إلى الأفراد الذين يُنظر إليهم على أنهم قدموا مساهمات ضخمة فيما يتعلق بتطوير الجودة. ويتم بث حفل تسليم الجوائز كل عام في اليابان في التلفاز القومي.
ويتم تقديم فئتين من الجوائز بشكل سنوي، وهما جائزة ديمنج للأفراد وجائزة ديمنج للتطبيقات.

## الفائزون بجائزة الأفراد
- 1951: موتوسابورو ماسوياما [1]
- 1952: تيتسويشي أزاكا، وكاورو إيشيكاوا وماساو كوجور وماساو جوتو وهايديهيكو هيجاشي وشين ميورا وشيجيرو ميزونو وإيزو واتانابي[1]

## الفائزون بجائزة التطبيقات
1951
- - شركة Fuji Iron & Steel Co., Ltd. (التي أصبحت الآن جزءًا من شركة Nippon Steel)

شركة **Showa Denko K.K.
شركة **Tanabe Seiyaku Co., Ltd.
- - شركة Yawata Iron & Steel Co., Ltd (التي أصبحت الآن جزءًا من شركة Nippon Steel)
- ... من عام 1952 حتى الآن

1989
- شركة Florida Power & Light (أول شركة غير يابانية تفوز بالجائزة)

1998
- قسم المكابح في شركة Sundram Clayton[2] (Sundaram Brake Linings)، والتي تعد أول شركة مواد احتكاك تفوز بالجائزة.

2002
- شركة TVS Motor Company (TVSMC)[3]

2003
- شركة Mahindra & Mahindra Ltd.، وهي أول شركة جرارات تفوز بالجائزة في العالم.[4]
- شركة Rane Brake Lining Ltd.
- شركة Sona Koyo Steering Systems Ltd.

2004
- شركة Indo Gulf Fertilisers Ltd.
- شركة LUCAS TVS[بحاجة لمصدر]
- شركة SRF limited [5]

2005
- شركة Rane Engine Valve Ltd
- شركة Rane TRW Steering Systems Ltd.(SGD)
- شركة Krishna Maruti Ltd.، قسم المقاعد

2006
- شركة Sanden International (Singapore) Pte Ltd (SIS)، وهي أول شركة مقرها في سنغافورة تفوز بالجائزة.

2007
- شركة Rane (Madras) Ltd.

2008
- شركة Tata Steel، وهو أول مصنع متكامل للصلب في آسيا يفوز بجائزة ديمنج في عام 2008.

2010
- شركة National Engineering Industries Ltd، وهي جزء من مجموعة CK Birla Group، التي يصل عمرها إلى 150 عامًا والتي رأس مالها يتجاوز بضعة مليارات. وهي أول شركة تصنيع محامل تفوز بالجائزة.

2011
شركة ساندين فيكاس المحدودة (الهند).
2012
2013
2014
2016
2017
2018
2019

## وصلات خارجية
- The W. Edwards Deming Institute
- Union of Japanese Scientists and Engineers (JUSE)
- JUSE : The Deming Prize information
- Toyota.com on winning the Deming Prize in 1965
- List of winners of the Deming Application Prize on JUSE web site
- Deming Medal (given to individuals by ASQ) نسخة محفوظة 15 مايو 2014 على موقع واي باك مشين.